# Winfried Döbertin
Winfried Döbertin (* 28. November 1932 in Magdeburg; † 17. Mai 2016 in Hamburg) war ein deutscher Historiker, Politologe und Pädagoge.

## Leben
Der Sohn des Masseurs Paul Döbertin besuchte zunächst die Schule in seiner Heimatstadt. Wegen der Evakuierung vor Luftangriffen kam seine Familie 1943 nach Niedersachsen. Er besuchte das Anna-Sophianeum in Schöningen und studierte nach dem Abitur an den Universitäten Hamburg, München und Münster Geschichte, Politikwissenschaft und Pädagogik. Er unterrichtete ab 1955 zunächst als Lehrer an Volks- und Realschulen, später als Studienrat an Fach- und Höheren Fachschulen. Er wurde 1963 SPD-Mitglied. 1964 wurde er zum Dr. phil. promoviert. Ab 1968 lehrte er als Dozent an der Universität Hamburg. Er war ab 1959 mit Ursula, geb. Garsche, verheiratet und hatte vier Kinder. Von 1966 bis 1974 war er Abgeordneter der Hamburgischen Bürgerschaft. Er war Vorsitzender der Fritz-Erler-Gesellschaft, die sich auf dem rechten Flügel der SPD befand, und wurde 1977 aus der SPD ausgeschlossen. 1978 beteiligte er sich an der Gründung des Hamburger Landesverbandes der Sozialen Demokratischen Union und wurde Mitglied des dortigen Landesvorstandes. Nachdem er sich 1979 an der Bürgerpartei von Hermann Fredersdorf beteiligt hatte, schloss er sich 1981 der CDU an.

## Schriften (Auswahl)
- Der Zionismus Theodor Herzls. Ein ideengeschichtlicher Beitrag zu den historischen Voraussetzungen des Staates Israel. Hamburg 1964, OCLC 882929759 (zugleich Dissertation, Hamburg 1964).
- Adolf von Harnack. Theologe, Pädagoge, Wissenschaftspolitiker (= Europäische Hochschulschriften. Reihe 23 Theologie. Band 258). Lang, Frankfurt am Main 1985, ISBN 3-8204-8491-4.
  - Adolf von Harnack. Liberaler Theologe, Wegbereiter der Moderne, Lehrer Dietrich Bonhoeffers. Fenestra-Verlag, Wiesbaden 2013, ISBN 978-3-944631-05-9.
- Antworten auf die Sinnfrage. Jesus, A. Schweizer, Papst Johannes XXIII., Marx, Lenin, Hitler. Universitas, München 1986, ISBN 3-8004-1098-2.
  - Der Sinn des Lebens – die Frage des Menschen (= Ullstein. Band 34578). Ullstein, Frankfurt am Main 1989, ISBN 3-548-34578-6.
- als Herausgeber: Albert Schweitzer: Gespräche über das Neue Testament. Bechtle, Esslingen u. a. 1988, ISBN 3-7628-0480-X.
  - als Herausgeber: Albert Schweitzer: Gespräche über das Neue Testament (= Beck’sche Reihe. Band 1071). 2. Auflage, Beck, München 1994, ISBN 3-406-37461-1.
- Ohne Religion kann man nicht leben (= Ullstein. Band 34729). Ullstein, Frankfurt am Main 1990, ISBN 3-548-34729-0.
- mit Gerhard Löwenthal und Udo Bosmann: Ohne Religion kann man nicht leben (= Ullstein. Band 34926). Ullstein, Frankfurt am Main 1992, ISBN 3-548-34926-9.
- Bildungsnotstand. Warum Eltern, Lehrer und Schüler gefordert sind (= Ullstein. Band 35558). Ullstein, Frankfurt am Main 1996, ISBN 3-548-35558-7.
- mit Herbert Grziwotz: Spaziergang durch die Antike. Denkanstöße für ein modernes Europa. Wissenschaftliche Buchgesellschaft, Darmstadt 2002, ISBN 3-534-15754-0.
  - mit Herbert Grziwotz: Spaziergang durch die Antike. Denkanstöße für ein modernes Europa. Primus-Verlag, Darmstadt 2002, ISBN 3-89678-426-9.
- Das Judentum und der Jude Jesus aus Nazareth. Gemeinsamkeiten und Differenzen in der Wirkungsgeschichte. Ein Dialog mit Papst Benedikt XVI, Verlag Traugott Bautz, Nordhausen 2008, ISBN 978-3-88309-431-1.
- Wer ist ein gebildeter Mensch? Zur Grundfrage der Pädagogik, Verlag Traugott Bautz, Nordhausen 2009, ISBN 978-3-88309-499-1.